# 応用仏教学
 応用仏教学 （おうようぶっきょうがく、英：Application Buddhist Studies）は、仏教学の研究に、心理学、民俗学、比較法学など、他分野の研究技法を応用させる研究、或いは、仏教の思想・論理体系を心理学・経済学・経営学などに応用させようとする、比較的新しい学問分野。

## 経緯
第二次大戦後、日本の戦後復興と共に、心理学や経済学など、アメリカの進んだ研究手法が次々に導入され、これまでの文献学・史学的仏教学（基礎仏教学）だけではなく、仏教心理学、仏教民俗学、仏教経済学など、仏教学の学際的・多面的展開を摸索されるようになり、1966年の日本印度学仏教学会学術大会で部会が設けられた。

## 特徴
基礎仏教学と比較して、応用仏教学は実践的であるとされる。

### 分野
仏教心理学、仏教論理学、仏教民俗学、仏教社会学、仏教教育学、仏教福祉学、仏教看護学、仏教経済学、仏教経営学など。